# Pont-Canavese
Pont-Canavese – miejscowość i gmina we Włoszech, w regionie Piemont, w prowincji Turyn.
Według danych na rok 2004 gminę zamieszkiwało 3779 osób, 198,9 os./km².